# سانکونده

سانکونده شهری در شهرستان کونگوسی در استان بام در بورکینافاسوی شمالی است و جمعیت آن ۲۴۹ نفر است.